# 1166
Évszázadok: 11. század – 12. század – 13. század
Évtizedek: 1110-es évek – 1120-as évek – 1130-as évek – 1140-es évek – 1150-es évek – 1160-as évek – 1170-es évek – 1180-as évek – 1190-es évek – 1200-as évek – 1210-es évek
Évek: 1161 – 1162 – 1163 – 1164 –  1165 – 1166 – 1167 – 1168 – 1169 – 1170 – 1171

## Események
- január 8. – III. Paszkál ellenpápa szentté avatja I. (Nagy) Károlyt.[1]
- május 14. – II. Vilmos szicíliai király (I. Vilmos fia) trónra lépése (1189-ig uralkodik).
- A magyar sereg Dienes ispán vezetésével visszafoglalja a Szerémséget a bizánciaktól.
- I. Manuél bizánci császár serege betör Erdélybe és végigpusztítja az országot.
- Az Apor nádor vezette magyar sereg visszafoglalja a bizánciaktól Spalato, Trau és Sebrenics kivételével egész Dalmáciát.

## Születések
- december 24. – János angol király († 1216)

## Halálozások
- május 7. – I. Vilmos szicíliai király
- Szent Rozália